# Rudy Macklin
Durand Macklin, detto Rudy (Louisville, 19 febbraio 1958), è un ex cestista statunitense, professionista nella NBA.

## Carriera
Venne selezionato dagli Atlanta Hawks al terzo giro del Draft NBA 1981 (52ª scelta assoluta).